# Ultrazvuková liposukce
Ultrazvuková liposukce, nebo také bezbolestná liposukce, je označována liposukce 3. generace. Přestože cíl ultrazvukové liposukce je shodný s klasickou liposukcí, tedy odstranění přebytečného tuku z těla, prostředky a způsob dosažení je výrazně odlišný. Oproti klasické liposukci, kdy se jedná o operativní zákrok, ultrazvuková liposukce je naopak neinvazivní metoda. Tukové buňky jsou zničeny působením vysokofrekvenčního ultrazvuku. 
Důležité je si uvědomit, že ani ultrazvuková liposukce (tak jako ostatní typy) není řešením obezity.

## Princip

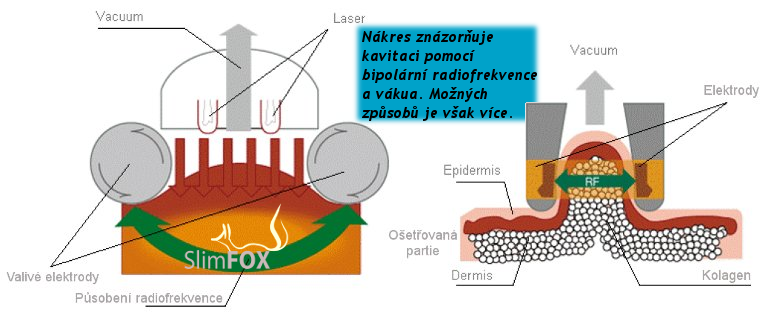
Rozpuštění pomocí plošného a fokusovaného ultrazvuku

Pravý význam pojmu „ultrazvuková liposukce“ je využití ultrazvuku u liposukce operativní metodou. Tedy chirurgickým zákrokem, kdy se pro odsátí tuku využívá kanyla vysílající ultrazvukové vlny pro snadnější odsátí přebytečného tuku.
V současné době se však velmi hojně, a možná i více, využívá tohoto pojmu pro označení tzv. bezbolestné liposukce, neboli lipolýzy. Při této metodě se jedná o neinvazivní, tedy neoperativní, ošetření. Využívá se ultrazvukové hlavice pro zahřátí tukových buněk a následného vyplavení tuku z tukové buňky skrze její membránu a to do hloubky cca 1,5 cm (některé přístroje až do hloubky 2 cm). Obsah tukových buněk ve formě mastných kyselin je za pomocí lymfatického systému odbourán tělem. Na rozdíl od klasické operativní liposukce se tuk odbourává tělesným metabolizmem a není vysáván přímo při liposukci. Zmenšení obvodu ošetřované části těla bývá zpravidla 1-6 (někdy až 14) cm. Úbytek tuku velmi závisí na postavě, metabolizmu a struktuře tukových buněk ošetřované partie. Na hmotnosti bezprostředně po ošetření nebude patrný žádný rozdíl, „rozpuštěný“ tuk se bude dostávat z těla ven až v následujících hodinách/dnech lymfatickým systémem, který by měl být proto stimulován dostatečným pohybem kosterních svalů. Pro dosažení optimálních výsledků je vhodné kombinovat ošetření právě s aktivací lymfatického systému a lymfodrenáží (ať už manuální nebo přístrojovou), tak aby tuky byly z ošetřených oblastí dobře odplavovány a dostavil se tak požadovaný výsledek. Výhodná je také kombinace ultrazvukové liposukce s vakuem, kterou nabízejí ale jen některé přístroje. Hlavice s vakuem vytvářejí v ošetřované oblasti střídavě podtlak a přetlak; jednak tak dojde k efektivními kontaktu ultrazvukové hlavice s ošetřovanou oblastí a zároveň má tato tlaková masáž příznivý účinek na prokrvení dané oblasti, zlepšení lymfatického oběhu a tak i vyhlazení celulitidy.

## Výhody
- Bezbolestná metoda
- Téměř žádná rizika
- Pravidelný tvar ošetřované partie (velmi podstatné, u klasické liposukce tomu tak velmi často není)
- Rychlý účinek do (60 minut)
- Moderní metoda bez operace
- Minimum kontraindikací
- Rychlá rekonvalescence[2]
- Vyhlazená kůže bez kožních převisů

## Nevýhody
- Zákrok je nutné pro perfektní výsledek opakovat v několika po sobě jdoucích týdnech
- Úbytek tuku není tak rychlý jako v případě klasické liposukce
- Účinek není prokázán podle medicínských pravidel a jeho biofyzikální princip je pochybný

## Kontraindikace
Ošetření ultrazvukovou liposukcí nelze podstoupit v následujících případech
- Menstruace (v den kavitace)
- Osoby se srdečními chorobami, po transplantacích a s bypassem
- Záněty či infekční onemocnění v místě aplikace
- Cévní poruchy a ateroskleróza
- Vysoký cholesterol
- Tromboflebitida
- Osoby užívající léky proti srážlivosti krve
- Těhotenství
- Osoby s kovovými implantáty v těle
- Velmi vážná jaterní a ledvinová onemocnění